# Per Jacobsson
Per Jacobsson (5 février 1894 à Tanum, en Suède ; mort le 5 mai 1963 à Londres), est un « manager » suédois. Il a été directeur général du Fonds monétaire international du 21 novembre 1956 au 5 mai 1963, date de sa mort. Il est donc mort avant la fin de son mandat, cas unique dans l'histoire de l'institution.

## Biographie

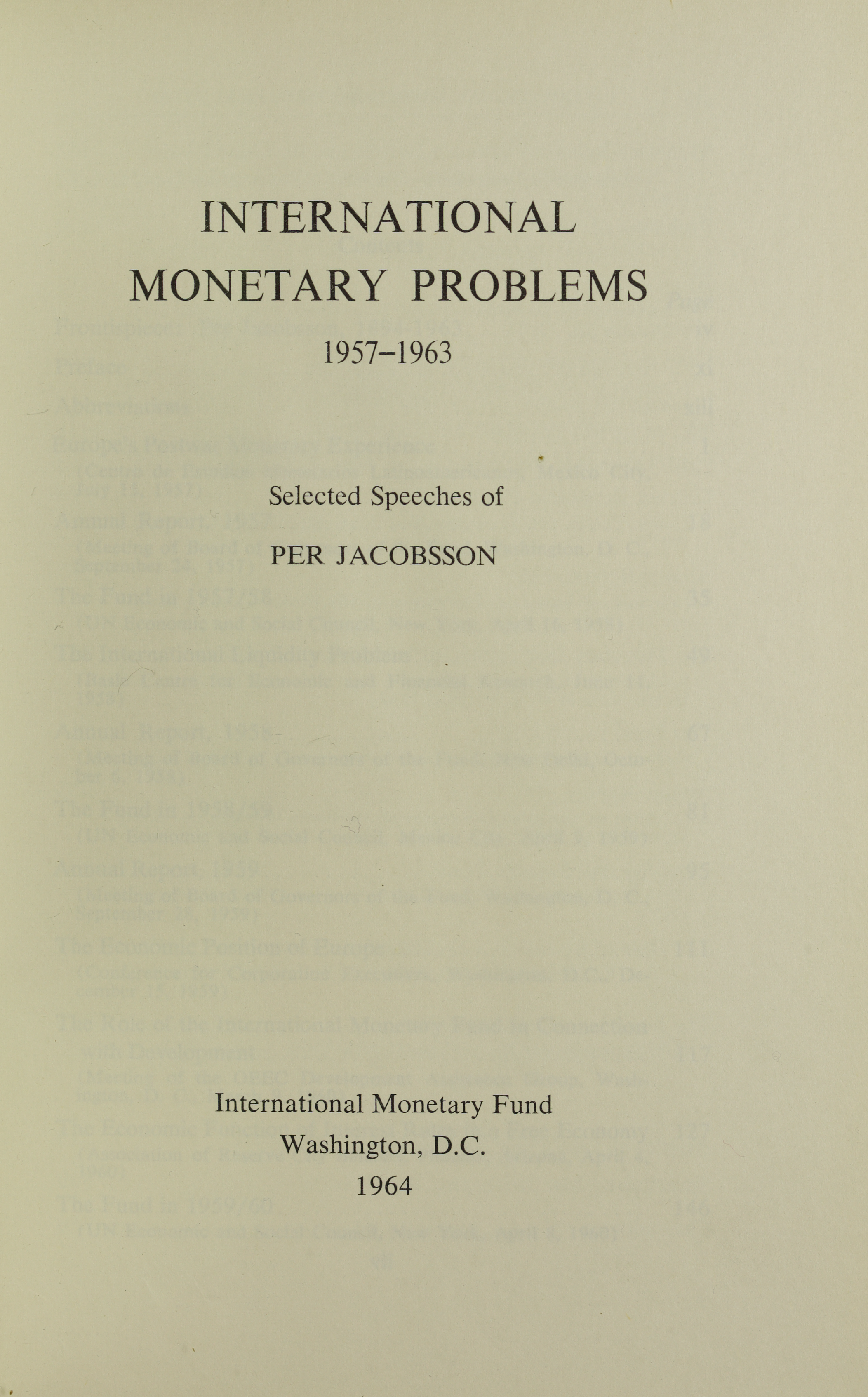
International monetary problems, 1964

Per Jacobsson obtient d'abord un diplôme de droit à l'université d'Uppsala. Il apprend ensuite l'économie en autodidacte, et obtient un diplôme qui lui permet d'enseigner en tant que chargé de cours en économie politique dans une école d'ingénieurs à Stockholm pendant deux ans. De 1920 à 1928, il est délégué de la Suède au département économique et financier du secrétariat de la Société des Nations à Genève. Dans la foulée, il devient membre d'un conseil économique suédois, de 1929 à 1931, et il travaille aussi un court moment pour un cabinet, Kreuger et Troll à Stockholm.
À partir de 1931, Per Jacobsson est nommé directeur du département d'économie et des transactions financières de la Banque des règlements internationaux nouvellement créée. Le 21 novembre 1956, il devient directeur général du Fonds monétaire international, et il reste en fonction jusqu'à sa mort en 1963.

## Auteur de romans
À la fin des années 1920, et par délassement, il adopte avec Vernon Bartlett, né en 1894, le pseudonyme conjoint de Peter Oldfeld pour écrire et publier deux romans policiers : The Death of a Diplomat (1928) et The Alchemy Murder (1929). Le premier est traduit en français dans la collection Le Masque sous le titre Le Diplomate assassiné (1929). Le succès de la carrière de Per Jacobsson ne permet pas cependant la poursuite de cette aventure littéraire.

## Fondation Per Jacobsson
Une fondation mise en place en 1963, la Per Jacobsson Foundation, porte son nom. La Fondation Per Jacobsson est créée pour poursuivre le travail de coopération internationale dans le domaine monétaire et économique auquel M. Jacobsson avait consacré sa vie. Ses principaux objectifs sont d'encourager et de stimuler la discussion sur les problèmes monétaires internationaux, de soutenir la recherche fondamentale dans ce domaine et de diffuser les résultats de ces activités. Pour s'assurer de la diffusion la plus large possible de ses idées, les conférences de la fondation sont publiées et distribuées gratuitement aux organisations internationales, gouvernements, universités et institutions bancaires notamment.